# Venda Nova (Amadora)
Venda Nova é um bairro da cidade portuguesa e do município da Amadora que foi sede da Freguesia de Venda Nova, freguesia que tinha 1,18 km² de área e 8 359 habitantes (2011), e, por isso, uma densidade populacional de 7 083,9 hab/km².
O território da Venda Nova pertenceu à freguesia de Benfica até esta ser amputada, em 1886, da parte exterior à nova Estrada da Circunvalação de Lisboa. A estrada passou a constituir o limite fiscal da capital, consubstanciado com a construção das Portas de Benfica, posto onde a Guarda Fiscal cobrava taxas pela entrada em Lisboa de mercadorias provenientes dos concelhos limítrofes.
A Freguesia da Venda Nova foi criada em 12 de julho de 1997, por desanexação da então Freguesia da Falagueira-Venda Nova, a qual foi renomeada na mesma altura para Falagueira.
A Freguesia da Venda Nova foi extinta em 2013, no âmbito de uma reforma administrativa nacional, tendo sido agregada à freguesia de Falagueira, para recriar a freguesia denominada Falagueira-Venda Nova.
Tem por orago Nossa Senhora do Perpétuo Socorro.

## População
| População da freguesia de Venda Nova | População da freguesia de Venda Nova | População da freguesia de Venda Nova | População da freguesia de Venda Nova | População da freguesia de Venda Nova | População da freguesia de Venda Nova | População da freguesia de Venda Nova | População da freguesia de Venda Nova | População da freguesia de Venda Nova | População da freguesia de Venda Nova | População da freguesia de Venda Nova | População da freguesia de Venda Nova | População da freguesia de Venda Nova | População da freguesia de Venda Nova | População da freguesia de Venda Nova |
| ------------------------------------ | ------------------------------------ | ------------------------------------ | ------------------------------------ | ------------------------------------ | ------------------------------------ | ------------------------------------ | ------------------------------------ | ------------------------------------ | ------------------------------------ | ------------------------------------ | ------------------------------------ | ------------------------------------ | ------------------------------------ | ------------------------------------ |
| 1864                                 | 1878                                 | 1890                                 | 1900                                 | 1911                                 | 1920                                 | 1930                                 | 1940                                 | 1950                                 | 1960                                 | 1970                                 | 1981                                 | 1991                                 | 2001                                 | 2011                                 |
|                                      |                                      |                                      |                                      |                                      |                                      |                                      |                                      |                                      |                                      |                                      |                                      |                                      | 11 334                               | 8 359                                |

Criada pela Lei 37/97  , de 12 de Julho, com lugares desanexados da freguesia da Falagueira

## História
Desde os anos 1930, a área da Venda Nova era a mais fortemente industrializada do Município da Amadora, que se constituía ao longo da linha de comboio Lisboa-Sintra. Localizavam-se ali indústrias como a Electroarco, J.B.Corsino, Bertrand, Sigma, Le Petite, Laboratórios Andrade, Nobre e Silva, Titan, Marcel Bon,  Móveis Sousa Braga, etc.
A união das empresas CEL–CAT, a Sorefame e a Electroarco deu origem ao Parque Industrial da Venda Nova.
A zona tornou-se uma área de dormitórios, com uma construção de casas sem qualidade, rápida e de rendas baratas, associadas ao construtor J. Pimenta.